# Nekselø
Nekselø er en lille ø beliggende i Sejerøbugten. Der er færgeforbindelse til øen fra byen Havnsø på Sjælland. 
Øen er 2,2 kvadratkilometer stor og har 17 indbyggere. Øen hører til Kalundborg Kommune, er en del af Føllenslev Sogn og har siden 1931 haft sin egen kirke, Nekselø Kirke, der er anneks til Føllenslev Kirke og Særslev Kirke.  
Øen havde tidligere en skole. Den var i brug mellem 1850 og 1973, hvor den måtte lukke, da den var nede på én elev. I dag bor der seks børn på øen.

## Natur
Nekselø har en særegen natur i forhold til resten af Danmark. Den ligger i området med det såkaldte "storebæltklima", der er kendetegnet ved betydeligt mindre nedbør, flere solskinstimer og mildere vintre end resten af landet. Det har medført, at her lever en lang række plante- og dyrearter (eksempelvis klokkefrøer), som er tilpasset dette steppeagtige klima. Hele øen blev fredet i 1951 af beboerne.  Nekselø er en del af et  Ramsarområde, og  af Natura 2000-område nr. 154 Sejerø Bugt, Saltbæk Vig, Bjergene, Diesebjerg og Bollinge Bakke.
Nekseløfærgen sejler fra Nekselø til Havnsø.

## Galleri
- Nekselø Havn (2017).
- Nekselø Havn (2007).
- Nekseløfærgen i Havnsø.
- Øens nordlige fyr.
- Sømose.
- Nordgård.
- Parti af Sejerøbugten set fra Nekselø.